# 이카루가군

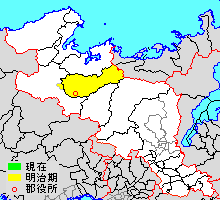
교토부 이카루가군의 위치

이카루가군(何鹿郡)은 일본 교토부(단바국)에 있던 군이다.

## 군역
1879년 행정 구역으로 발족 당시의 군역은 아래 구역에 해당한다.
- 아야베시
- 후쿠치야마시의 일부

## 역사
- 1879년 4월 10일 - 군구정촌 편제법이 교토부에서 시행되면서, 행정 구역으로서의 이카루가군(何鹿郡)이 발족.

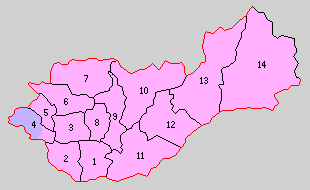
1.아야베정 2.나카스지촌 3.이쿠타촌 4.사가촌 5.오바타촌 6.모노베촌 7.시가노사토촌 8.기미촌 9.니시야타촌 10.히가시야타촌 11.야마가촌 12.구치칸바야시촌 13.나카칸바야시촌 14.오쿠칸바야시촌 (보라:후쿠치야마시 분홍:아야베시)

- 1889년 4월 1일 - 정촌제 시행으로, 아래의 정촌이 발족. 따료 표기한 경우 외는 현 아야베시.(1정 13촌)
  - 아야베정(綾部町)
  - 나카스지촌(中筋村)
  - 이쿠타촌(以久田村)
  - 사가촌(佐賀村): 현 후쿠치야마시, 아야베시
  - 오바타촌(小畑村)
  - 모노베촌(物部村)
  - 시가노사토촌(志賀郷村)
  - 기미촌(吉美村)
  - 니시야타촌(西八田村)
  - 히가시야타촌(東八田村)
  - 야마가촌(山家村)
  - 구치칸바야시촌(口上林村)
  - 나카칸바야시촌(中上林村)
  - 오쿠칸바야시촌(奥上林村)
- 1899년 7월 1일 - 군제 시행.
- 1949년 7월 1일 - 이쿠타촌이 오바타촌을 편입한 후 개칭하여 도요사토촌(豊里村)이 됨.(1정 12촌)
- 1950년 8월 1일 - 아야베정·나카스지촌·기미촌·야마가촌·니시야타촌·히가시야타촌·구치칸바야시촌이 합병하여, 아야베시(綾部市)가 발족, 군에서 이탈.(6촌)
- 1955년 4월 10일 - 도요사토촌·모노베촌·시가노사토촌·나카칸바야시촌·오쿠칸바야시촌이 아야베시에 편입.(1촌)
- 1956년 9월 30일 - 사가촌이 분할되어, 일부가 아아베시에, 잔여부가 후쿠치야마시에 편입. 당일 이카루가군은 폐지됨.